# Зайцев, Иннокентий Степанович
Иннокентий Степанович Зайцев — советский хозяйственный, государственный и политический деятель.

## Биография
Родился в 1906 году в деревне Петрово. Член КПСС с 1929 года.
С 1926 года — на хозяйственной, общественной и политической работе. В 1926—1966 гг. — сотрудник райотдела ГПУ, с. Витим Ленского р-на Якутской АССР, сотрудник ГПУ-НКВД Якутской АССР, в ЦШ НКВД СССР, начальник 4-го отделения Орловского горотдела НКВД, начальник 5-го отделения 4-го отдела УГБ УНКВД Орловской области, заместитель начальника 8-го отделения УНКВД Орловской области, начальник 1-го ЭКО УНКВД Орлов. области, начальник отдела УНКГБ Орловской области, начальник ЭКО УНКВД Орловской области, заместитель начальника УНКГБ Орловской области, нарком-министр ГБ Удмуртской АССР, в ВШ МГБ СССР, начальник УМГБ Тамбовской области, начальник УМВД Тамбовской области, зам. министра внутренних дел Мордовской АССР, заместитель председателя ГБ при СМ Мордовской АССР, заместитель начальника УКГБ Ярославской области
Делегат XIX съезда КПСС.
Умер в Ярославле в 1966 году.